# Jaya Mulia
Jaya Mulia is een bestuurslaag in het regentschap Ogan Komering Ulu van de provincie Zuid-Sumatra, Indonesië. Jaya Mulia telt 2961 inwoners (volkstelling 2010).